# Happy jazz album vol. II
Happy jazz album vol. II je peti studijski album hrvatske džez i rok pevačice Zdenke Kovačiček, koji je 1994. objavila diskografska kuća Croatia Records.
Zdenka Kovačiček i trio Vanje Lisaka snimaju materijal za album 2. i 3. januara 1993. godine u B.P. klubu i u studiju Radio Zagreba. Kao gosti na snimanje su pozvani poznati zagrebački džez muzičari i tamburaški orkestar HRT-a. Album pored standardnih džez kompozicija sadrži i "Dok razmišljam o nama" od Josipe Lisac.